# Wiesław Wałkuski
Wiesław Wałkuski là một nhà thiết kế đồ họa người Ba Lan. Hiện nay ông sở hữu nhiều tác phẩm đang được triển lãm ở nhiều nơi với tư cách là một họa sĩ tự do và họa sĩ vẽ poster.

## Tiểu sử
Wiesław Wałkuski sinh năm 1956 tại Białystok, Ba Lan. Ông bắt đầu học thiết kế đồ họa tại Học viện Nghệ thuật Warsaw. Ông học ở đây trong 5 năm, từ năm 1976 đến năm 1981. Ông là học trò của một số giảng viên chuyên ngành thiết kế bao gồm Maciej Urbaniec, giảng về thiết kế poster, và Teresa Pągowska, giảng về hội họa. Khi kết thúc chương trình học, ông được hai hãng Polfilm và Film Polski tuyển dụng để tạo các tác phẩm nghệ thuật và thiết kế bìa. Trong thời gian này, ông cũng làm việc với một số nhà xuất bản studio trực quan và nhiều tập đoàn nhà hát, nhận tạo các tác phẩm nghệ thuật cho các sản phẩm và vở diễn của họ. Năm 1987, ông bắt đầu làm một nhà thiết kế đồ họa tự do.
Hiện tại, Wiesław Wałkuski đã tạo ra hơn 200 poster và ông vẫn tiếp tục làm một nhà thiết kế poster, họa sĩ minh họa và họa sĩ. Ông đang sống và làm việc ở Warsaw. Các tác phẩm của ông được giới thiệu tại các triển lãm poster lớn của Ba Lan và quốc tế, bao gồm một số triển lãm tại Phòng triển lãm Weidman ở Tây Hollywood.

## Giải thưởng tiêu biểu
- 1981 - Giải ba, Cuộc thi Ý tưởng về Đoàn kết Quốc gia, Warsaw (Ba Lan)
- 1983 - Giải nhì, Liên hoan phim quốc tế, Chicago (Hoa Kỳ)
- 1986 - Giải nhất, Liên hoan phim quốc tế, Chicago (Hoa Kỳ)
- 1988 - Giải nhất, Giải thưởng Hollywood Reporter Key Art, Los Angeles (Hoa Kỳ)
- 1988 - Giải nhì, Liên hoan phim quốc tế, Chicago (Hoa Kỳ)
- 1990 - Giải nhì, Giải thưởng Hollywood Reporter Key Art, Los Angeles (Hoa Kỳ)
- 1990 - Giải nhì, Sự kiện Poster Quốc tế, Thành phố Mexico (Mexico)
- 1992 - Giải nhì, Triển lãm Câu lạc bộ Giám đốc Nghệ thuật Quốc tế, New York (Hoa Kỳ)
- 1992 - Giải thưởng Afterna Magica
- 1993 - Giải ba, Sự kiện Poster sân khấu quốc, Rzeszow (Ba Lan)
- 1995 - Giải thưởng của Hiệp hội Nghệ sĩ Ba Lan, Sự kiện Poster của Ba Lan, Katowice (Ba Lan)
- 1996 - Giải ba, Liên hoan Poster Quốc tế, Chaumont (Pháp)
- 1997 - Giải nhì, Grand Prix, Sự kiện Poster của Ba Lan, Katowice (Ba Lan)
- 1997 - Giải ba, Cuộc thi Poster Sân khấu Quốc tế lần thứ III, Osnabrück (Đức)
- 1998 - Giải nhất, Cuộc thi Kỷ niệm 20 năm Giáo hoàng John Paul II toàn quốc (theo lời mời), Warsaw (Ba Lan)